# Zbór Kościoła Zielonoświątkowego „Zwycięstwo Krzyża” w Żaganiu
Zbór Kościoła Zielonoświątkowego „Zwycięstwo Krzyża” w Żaganiu – zbór Kościoła Zielonoświątkowego w RP znajdujący się w Żaganiu, przy ul. Armii Krajowej 7.
Nabożeństwa odbywają się w niedziele o godzinie 11:00.